# Nyékládháza
Nyékládháza [ňékládháza] je město v severovýchodním Maďarsku v župě Borsod-Abaúj-Zemplén, spadající pod okres Miskolc, nacházející se asi 6 km na jihovýchod od Miškovce. Město leží pod Bukovými horami (Bükk). V roce 2015 zde žilo 4 876 obyvatel. Podle údajů z roku 2001 zde byli všichni obyvatelé maďarské národnosti.
Městem protéká řeka Hejő. U města je též několik jezer, z nichž jsou největšími Debreczeni-tó, Gólem-tó a István-tó.
Nejbližšími městy (kromě Miškovce) jsou Alsózsolca, Emőd a Tiszaújváros. Blízko jsou též obce Bükkaranyos, Hejőkeresztúr, Mályi, Muhi a Ónod.
V blízkosti města prochází dálnice M30, do Nyékládházy se z ní lze dostat výjezdem 14.